# 22. ročník udílení Zlatých glóbů
22. ročník udílení Zlatých glóbů se konal 8. února 1965 v Cocoanut Grove hotelu Ambassador v Los Angeles. Asociace zahraničních novinářů vyhlásila nominace 13. ledna.
Muzikál My Fair Lady získal nejvíc Glóbů a to tři. Nominován byl na pět cen, stejně jako filmy Becket, Noc s leguánem a Řek Zorba. Herec Gilber Roland nominovaný za vedlejší výkon ve filmu Podzim Čejenů svou nominaci odmítl. Italská herečka Sophia Loren získala zvláštní cenu Henriettu (angl. Henrietta Award) druhý rok za sebou. Ta se udělovala nejoblíbenějším hercům a herečkám za předchozí kalendářní rok. Celkově jich získala čtyři.

## Vítězové a nominovaní

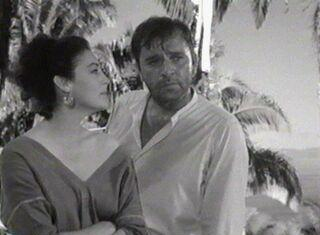
Záběr z filmu Noc s leguánem, který získal pět nominací

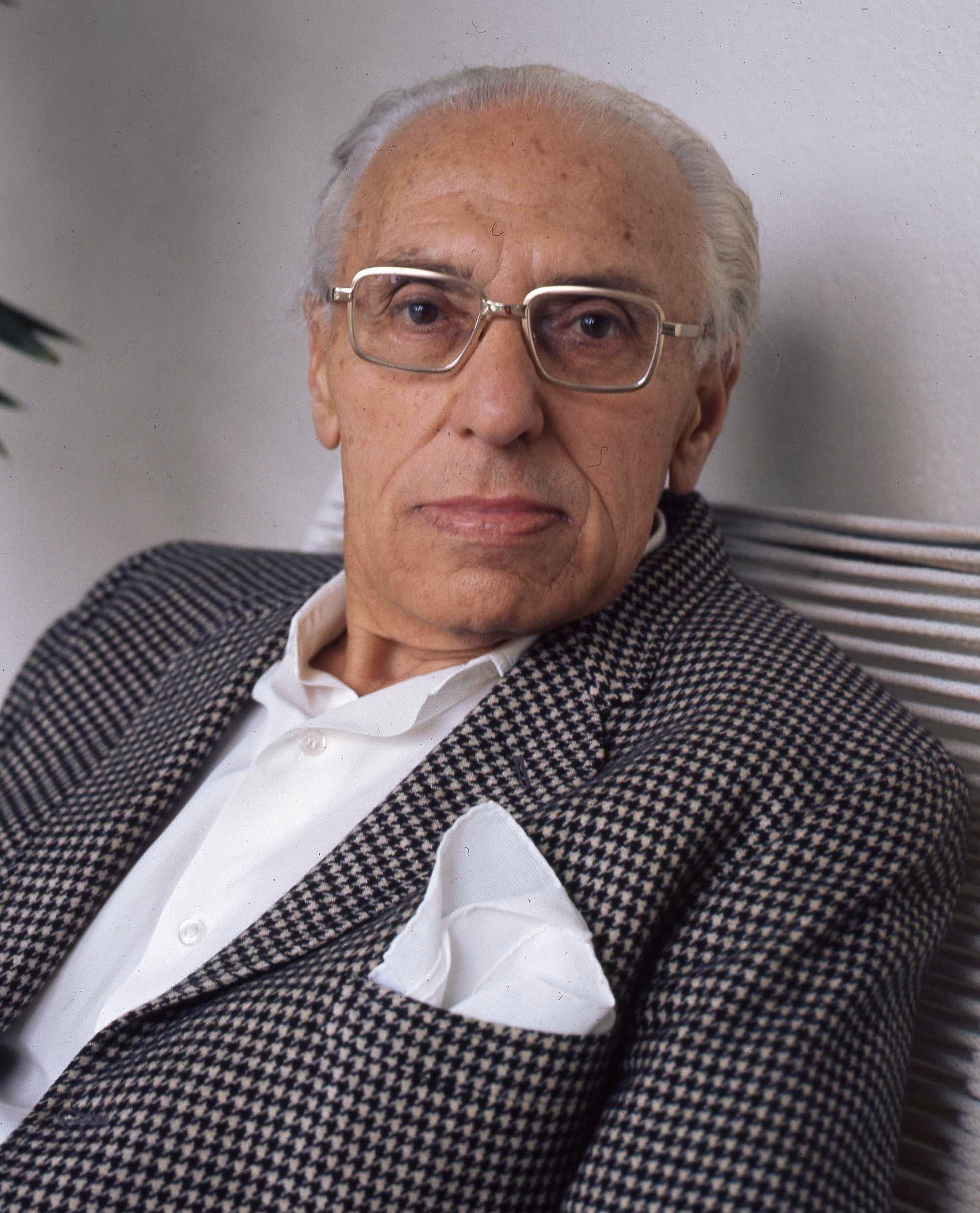
Nejlepším režisérem se stal George Cukor

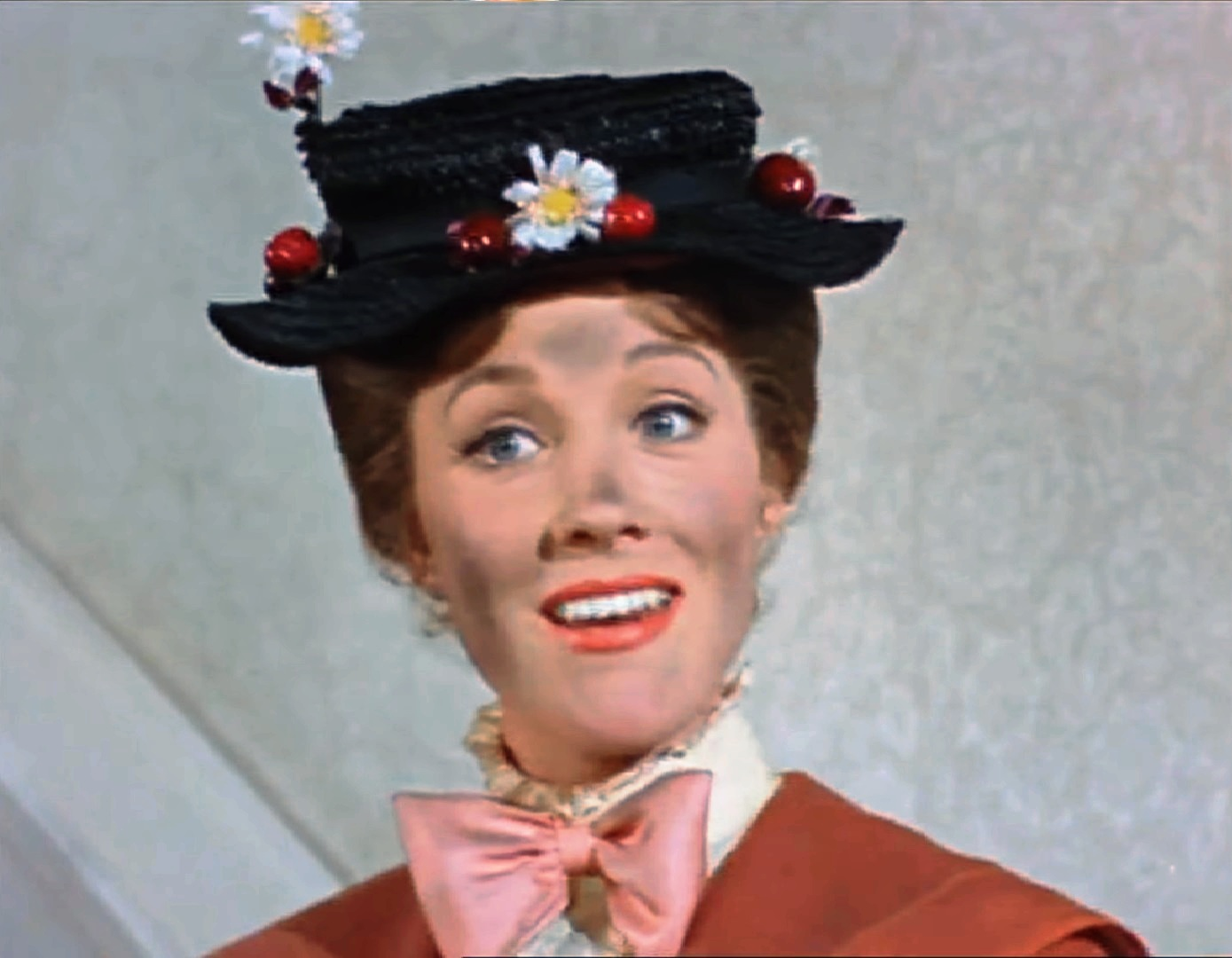
Julie Andrews získala cenu za postavu Mary Poppins ze stejnojmenného muzikálu

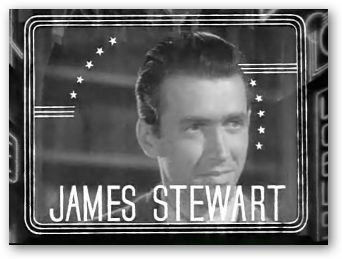
Držitel ceny Cecila B. DeMilla James Stewart

### Filmové počiny

#### Nejlepší film (drama)
- Becket – producent Hal B. Wallis
- The Chalk Garden – producent Ross Hunter
- Drahoušek – producent Martin Manulis
- Noc s leguánem – producent Ray Stark
- Řek Zorba – producent Michalis Kakojannis

#### Nejlepší film (komedie / muzikál)
- My Fair Lady – producent Jack L. Warner
- Father Goose – producent Robert Arthur
- Mary Poppins – producenti Walt Disney, Bill Walsh
- The Unsinkable Molly Brown – producent Lawrence Weingarten
- Svět Henryho Orienta – producent Jerome Hellman

#### Nejlepší režie
- George Cukor – My Fair Lady
- Michalis Kakojannis – Řek Zorba
- John Frankenheimer – Sedm květnových dní
- Peter Glenville – Becket
- John Huston – Noc s leguánem

#### Nejlepší herečka (drama)
- Anne Bancroft – The Pumpkin Eater
- Ava Gardner – Noc s leguánem
- Rita Hayworth – Circus World
- Geraldine Page – Hračky na půdě
- Jean Seberg – Lilith

#### Nejlepší herečka (komedie / muzikál)
- Julie Andrews – Mary Poppins
- Audrey Hepburn – My Fair Lady
- Sophia Loren – Manželství po italsku
- Melina Mercouri – Topkapi
- Debbie Reynolds – The Unsinkable Molly Brown

#### Nejlepší herec (drama)
- Peter O'Toole – Becket
- Richard Burton – Becket
- Anthony Franciosa – Rio Conchos
- Fredric March – Sedm květnových dní
- Anthony Quinn – Řek Zorba

#### Nejlepší herec (komedie / muzikál)
- Rex Harrison – My Fair Lady
- Marcello Mastroianni – Manželství po italsku
- Peter Sellers – Růžový panter
- Peter Ustinov – Topkapi
- Dick Van Dyke – Mary Poppins

#### Nejlepší herečka ve vedlejší roli
- Agnes Moorehead – Sladká Charlotte
- Elizabeth Ashley – The Carpetbaggers
- Grayson Hall – Noc s leguánem
- Lila Kedrova – Řek Zorba
- Ann Sothern – Ten nejlepší

#### Nejlepší herec ve vedlejší roli
- Edmond O'Brien – Sedm květnových dní
- Cyril Delevanti – Noc s leguánem
- Stanley Holloway – My Fair Lady
- Gilbert Roland – Podzim Čejenů [p 1]
- Lee Tracy – Ten nejlepší

#### Objev roku – herečka
- Mia Farrowová – Pušky v Batasi
- Celia Kaye – Island of the Blue Dolphins
- Mary Ann Mobleyová – Get Yourself a College Girl!

#### Objev roku – herec
- Harve Presnell – The Unsinkable Molly Brown
- George Segal – The New Interns
- Topol – Sallah Shabati

#### Nejlepší hudba
- Dimitri Tiomkin – Pád říše římské
- Laurence Rosenthal – Becket
- Richard M. Sherman, Robert B. Sherman – Mary Poppins
- Jerry Goldsmith – Sedm květnových dní
- Mikis Theodorakis – Řek Zorba

#### Nejlepší filmová píseň
- "Circus World" – Circus World, hudba Dimitri Tiomkin, text Ned Washington
- "Dear Heart" – Drahoušek, hudba Henry Mancini, text Ray Evans, Jay Livingston
- "From Russia With Love" – Srdečné pozdravy z Ruska, hudba a text Lionel Bart
- "Sunday In New York" – Sunday In New York, hudba a text Carroll Coates, Peter Nero
- "Where Love Has Gone" – Where Love Has Gone, hudba James Van Heusen, text Sammy Cahn

#### Mezinárodní cena Samuela Goldwyna (za nejlepší zahraniční film)
- Manželství po italsku – režie Vittorio De Sica, Itálie (první místo – cena Samuela Goldwyna)
- Sallah Shabati – režie Ephraim Kishon, Izrael (druhé místo – cena Zlatý glóbus)
- Girl with Green Eyes – režie Desmond Davis, Velká Británie (třetí místo – cena Stříbrný glóbus)
- Ve službách mafie – režie Alberto Lattuada, Itálie (nominace)
- Muž z Ria – režie Philippe de Broca, Francie (nominace)
- El pozo – režie Raúl de Anda, Mexiko (nominace)

### Televizní počiny

#### Televizní seriál
- The Rogues
- The Munsters
- The Red Skelton Hour
- 12 O'Clock High
- Wendy and Me

#### Herec v seriálu
- Gene Barry – Burke's Law
- Richard Crenna – Slattery's People
- James Franciscus – Mr. Novak
- David Janssen – Uprchlík
- Robert Vaughn – The Man From U.N.C.L.E.

#### Herečka v seriálu
- Mary Tyler Moore – The Dick Van Dyke Show
- Dorothy Malone – Peyton Place
- Yvette Mimieux – Dr. Kildare
- Elizabeth Montgomery – Bewitched
- Julie Newmar – My Living Doll

### Zvláštní ocenění

#### Henrietta Award (Oblíbenci světového filmu)
- herečka Sophia Loren
- herec Marcello Mastroianni

#### Cena Cecila B. DeMilla
- James Stewart